# 15 листопада
15 листопада — 319-й день року (320-й у високосні роки) у григоріанському календарі. До кінця року залишається 46 днів.

## Свята і пам'ятні дні

### Національні
- Австрія: День Святого Леопольда, покровителя Австрії та Відня
- Бразилія: День проголошення Республіки Бразилія — Dia da Proclamação da República
- Палестина: День незалежності
- Бельгія: Національне свято Королівства Бельгії. День Королівської династії (1866)
- США та інші країни: Міжнародний день відмови від паління
- Японія: Свято дітей — Сіті-го-сан

## Іменини
✙ Православні: Євстахій, Дмитро.
✝  Католицькі: Альберт, Артур, Костянтин, Доменіка, Леопольд, Маркіян, Акиндин, Пігасій.

## Події
- 1415 — Собор єпископів у Новгородку посвятив єпископа Григорія Цамблака на митрополита Київського.
- 1492 — Христофор Колумб вперше описав тютюн, який вживали індіанці.
- 1837 — була опублікована система стенографії.
- 1881 — патент на повітроплавальний снаряд отримав Олександр Можайський.
- 1884 — У Берліні відкрилася міжнародна конференція 14 держав з африканських питань, яка стала одним із етапів боротьби колоніальних країн за поділ Африки.
- 1887 — Карлом Гесснером було запатентовано цинкову батарейку.
- 1889 — У Бразилії внаслідок військового перевороту повалено імператора Педру II. Країну оголошено республікою.
- 1904 — була запатентована бритва зі змінними лезами.
- 1918 — Розпочалось очолюване Директорією повстання проти влади гетьмана Павла Скоропадського.
- 1919 — за спільним рішенням Директорії та уряду УНР члени Директорії Федір Швець та Андрій Макаренко виїхали з дипломатичними дорученнями за кордон, передавши всю повноту влади Симонові Петлюрі.
- 1920 — у Женеві відбулося перше засідання Асамблеї Ліги Націй, створеної 1919 р.
- 1933 — випробувальний рейс здійснив перший радянський тролейбус ЛК-1.
- 1934 — В СРСР проведено першу телепередачу зі звуковим супроводом.
- 1940 — понад 500 літаків люфтваффе провели масоване 10-годинне бомбування міста Ковентрі (Coventry, Велика Британія).
- 1945 — в Аугсбурзі групою українських вчених, що перебували в еміграції, засновано Українську вільну академію наук. Першим президентом УВАН обрали Дмитра Дорошенка.
- 1946 — Введено в навчальний процес новий, наближений до російського, український правопис, схвалений 8 травня 1945 постановою Ради Міністрів УРСР.
- 1957 — відбувся перший політ міжконтинентального пасажирського літака Ту-144.
- 1960 — в море вийшов перший американський підводний човен класу типу «Джордж Вашингтон» з ядерними ракетами на борту.
- 1971 — фірма Intel випустила перший мікропроцесор Intel 4004.
- 1990 — після скасування у березні 1990 року Верховною Радою СРСР 6-ї статті Конституції СРСР, яка утримувала для КПРС монополію на владу, Міністерством юстиції УРСР була зареєстрована першою в Україні як політична партія Українська республіканська партія.
- 2000 — в присутності родичів моряків та російських військових на меморіалі морякам-підводникам у Севастополі встановлено дошку з іменами 24-х загиблих членів екіпажів підводних човнів «Курська» та «Комсомольця», що народилися у цьому місті.
- 2001 — у Сумах закінчила роботу російсько-українська комісія з делімітації сухопутного кордону між державами.
- 2004 — на Першому Національному каналі Національної телекомпанії України відбулися перші відкриті дебати кандидатів на пост Президента України — В. Ющенка та В. Януковича.

## Народились
Дивись також Категорія:Народились 15 листопада
- 1738 — Фрідріх Вільгельм Гершель, британський астроном німецького походження, композитор. Брат Кароліна Кароліни Гершель, батько Джона Гершеля.
- 1837 — Африкан Спір, філософ-неокантіанець 19 століття з України, відомий своїм великим впливом на Фрідріха Ніцше та Теодора Лесінґа, який присвятив логіці Спіра тему своєї докторської дисертації.
- 1862 — Гергарт Гауптман, німецький письменник, драматург, лавреат Нобелівської премії з літератури за 1912.
- 1891 — Ервін Роммель, фельдмаршал німецьких військ.
- 1908 — Карло Абарт, італійський автопромисловець родом з Австрії.
- 1922 — Стєчкін Ігор Якович, радянський конструктор автоматичної зброї.
- 1930 — Джеймс Грем Баллард, англійський письменник.
- 1940 — Роберто Каваллі, італійський дизайнер одягу.
- 1954 — Александр Квасневський, президент Польщі (1995–2005).
- 1965 — Роман Безсмертний, український політик, дипломат, заступник голови Секретаріату президента України Ющенка.
- 1977 — Анатолій  Барна, український актор театру, музикант, член Національної спілки театральних діячів України, Заслужений артист України
- 1981 — Сергій Кемський, уродженець Керчі, учасник Євромайдану, Герой України.
- 1993 — Пауло Дибала, аргентинський футболіст.

## Померли
Дивись також Категорія:Померли 15 листопада
- 1630 — Йоган Кеплер, німецький астроном, який першим заявив, що планети обертаються навколо Сонця.
- 1670 — Ян Амос Коменський, чеський мислитель, педагог, письменник.
- 1787 — Крістоф Віллібальд Глюк, німецький композитор, представник музичного класицизму(«Орфей і Еврідіка», «Паріс і Єлена»).
- 1794 — Паїсій Величковський, український православний святий та ісихаст.
- 1839 — Вільям Мердок, шотландський механік, винахідник, першим застосував газ для освітлення.
- 1916 — Генрик Сенкевич, польський письменник та лавреат Нобелівської премії 1905 р.
- 1934 — Аліса Лідделл, прототип персонажа Аліси з книги Льюїса Керрола «Аліса в країні чудес», а також один із прототипів героїні в книзі «Аліса в Задзеркаллі»).
- 1938 — Блондель Андре, французький фізик, винахідник осцилографа.
- 1958 — Тайрон Павер, американський актор.
- 1976 — Жан Габен, відомий французький актор театру, кіно та вар'єте.
- 2017 — Густав Ар (Lil Peep), американський репер та співак.